# Government Information Office
Das Government Information Office ist die staatliche Medienbehörde auf der Insel Nauru und als solche Träger des staatlichen Rundfunkveranstalters Nauru Media Bureau als Nachfolger des ehemaligen Nauru Broadcasting Service. Die Behörde verantwortet seit 2008 einen Hörfunk- und einen Fernsehsender, sowie seit 2010 die Zeitschrift Mwinen Ko.
Leiter der Behörde ist Rod Henshaw, der ca. 2001 von der Australian Broadcasting Corporation (ABC) als Berater nach Nauru kam und danach zusammen mit der AusAID, der Entwicklungshilfeorganisation der australischen Regierung, die Rundfunksender neugründete.

## Geschichte
Die heutigen Rundfunksender wurden 2008 neu gegründet, nachdem der staatliche Nauru Broadcasting Service wegen der wirtschaftlichen Rezession der Insel fast vollständig abgewickelt werden musste. Es wurde zwar eine veraltete Infrastruktur vom ehemaligen Rundfunk übernommen, der Radiosender ähnelte aber einer Jukebox und war nur hörbar, wenn man in unmittelbarer Nähe des Senders war. Der Fernsehsender sendete kein einheimisches Programm und verfügte praktisch über keine eigene Technik zur Produktion heimischer Sendungen. Noch bis 2013 gab es auf Nauru keine einheimischen Journalisten. Die Entwicklungshilfe finanzierte Kameras und Mikrofone, eine neue stärkere Sendeanlage und Schulungen für einheimische Mitarbeiter. In den ersten beiden Gründungsjahren hat die Entwicklungshilfeorganisation rund 450.000 US-Dollar dafür aufgebracht.

## Nauru Media Bureau
Das staatliche Informationsamt ist nicht direkter Veranstalter der Rundfunksender und der Zeitschrift der Insel, sondern hat zu diesem Zweck das Nauru Media Bureau als Betreiber der Medien neu gegründet. Für alle drei Medien zusammen wurden im Jahr 2012 rund 30 Mitarbeiter beschäftigt. Gründung und Betrieb der Medieneinheit werden von der AusAID unterstützt.

### Radio Nauru
Radio Nauru wurde 1968 als Sender des Nauru Broadcasting Service gegründet. Es wurden neben eigenen Sendungen auch umfangreich Material von Radio Australia und BBC verbreitet. Heute wird ein lokales Musikprogramm mit redaktionellen Beiträgen produziert und ausländische Beiträge stark reduziert.

### Nauru Television
Das Fernsehprogramm wurde 1991 gegründet. Es wurden damals Beiträge aus Neuseeland übernommen. Nach der Neugründung wurde Material der Sender Australia Network (heute Australia Plus), ABC Radio Australia und der BBC übernommen. Inzwischen werden regelmäßige lokale Sendungen auch in der Landessprache produziert und Australia Plus ist der Hauptlieferant für englischsprachiges Programm.

### Mwinen Ko
Die Regierungszeitschrift Mwinen Ko erschien erstmals am 24. Februar 2010. Sie wird vierzehntäglich verbreitet. Die Startauflage lag bei 2000 Exemplaren und kostete 50 Cent. Verantwortliche Redakteurin ist Sandra Bill. Der Name bedeutet sinngemäß „Reden wir über die Themen/Probleme“. Sie wird ausschließlich von Lokalen Mitarbeitern produziert. Sie informiert über die Regierung und über die Themen der Inselgemeinde.

## Amtliche Medien
Das Nauru Bulletin, das als wöchentliche Zeitschrift erschien, wird direkt vom Informationsamt gestaltet. Das Heft wurde erstmals 2009 auch als Newsletter versandt und wird nach der Einstellung der Publikation 2014 als zweiwöchentliche Internetpublikation weitergeführt.
Außerdem produziert und veröffentlicht das Amt die offiziellen Regierungs- und Pressemitteilungen.